# Hilarión Frías y Soto
Hilarión Frías y Soto (n. Santiago de Querétaro, Querétaro; 1831-f. Ciudad de México; 1905) fue un médico, escritor, historiador y político mexicano.   

## Semblanza biográfica
Realizó sus estudios en la Escuela Nacional de Medicina. Vivió con los hijos de Lucas Alamán, quien llegó a ser su tutor. Durante la guerra de Reforma y la intervención francesa se unió a las filas liberales. Al ser restaurado el régimen republicano en México colaboró para varios periódicos, entre ellos La Orquesta y El Siglo Diez y Nueve, del cual llegó a ser jefe de redacción. Como artículista utilizó el seudónimo de Safir. Fue cofundador del Liceo Hidalgo y director del Instituto Científico y Literario del Estado de Hidalgo. Fue elegido diputado federal en diversas ocasiones. En 1871 se opuso a la reelección de Juárez, a pesar de la amistad que tenía con él. Fue miembro de la Academia Mexicana.

## Obras publicadas
- Los mexicanos pintados por sí mismos (varios autores)
- Juárez glorificado y la intervención y el Imperio ante la verdad histórica
- Vulcano, novela, en 1882.
- Una flor y un relámpago, pieza teatral.
- Una gota de sangre, pieza teatral.
- Hallar lo que no se busca, pieza teatral.